# Christian Dobnik
Christian Dobnik (ur. 10 lipca 1986 w Klagenfurt am Wörthersee) – austriacki piłkarz grający na pozycji bramkarza. Od 2010 roku zawodnik Wolfsbergera AC.